# (8240) Matisse
(8240) Matisse (4172 T-2) – planetoida z pasa głównego asteroid okrążająca Słońce w ciągu 3,87 lat w średniej odległości 2,46 au. Odkryta 29 września 1973 roku.